# Prix européen Utopiales des pays de la Loire
Le prix européen Utopiales des pays de la Loire est un prix littéraire créé en 2007 et décerné lors du festival des Utopiales.

## Généralités
Le prix est créé en 2007 pour la 8e édition des Utopiales, festival international de science-fiction qui se tient à Nantes, en France ; il bénéficie du soutien du conseil régional des Pays de la Loire. Depuis 2011, un second prix récompense un roman pour la jeunesse.
Le prix récompense un roman ou un recueil de « littérature de l'imaginaire » paru en langue française durant la saison littéraire qui précède le festival (juin à mai) et dont l'auteur est européen. Il est doté de 2 000 euros depuis 2011 (3 000 euros sur les éditions précédentes).

## Palmarès

### Roman
- 2007 : Alain Damasio, La Zone du Dehors
  - Susanna Clarke, Jonathan Strange et Mr Norrell
  - Jean-Marc Ligny, Aqua™
  - Ian R. MacLeod, L'Âge des lumières (en)
  - José Carlos Somoza, La Théorie des cordes

- 2008 : Javier Negrete, Seigneurs de l'Olympe
  - Joe Abercrombie, L'Éloquence de l'épée (La Première Loi (en), tome 1)
  - Paul J. McAuley, Une invasion martienne
  - Norbert Merjagnan, Les Tours de Saramante
  - Pierre Pevel, Les Lames du cardinal

- 2009 : Stéphane Beauverger, Le Déchronologue
  - Hal Duncan, Vélum (en) (Le Livre de toutes les heures, tome 1)
  - Andreas Eschbach, En panne sèche
  - Jean-Philippe Jaworski, Gagner la guerre : récit du vieux royaume
  - Ian McDonald, Roi du matin, reine du jour

- 2010 : Ugo Bellagamba, Tancrède, une uchronie, et Vincent Gessler, Cygnis (ex-æquo)
  - Juan Miguel Aguilera, Le Filet d'Indra
  - Jean-Philippe Depotte, Les Démons de Paris
  - Johan Heliot, Ordre noir

- 2011 : Roland C. Wagner, Rêves de gloire
  - Thierry Di Rollo, Bankgreen
  - Laurent Kloetzer, Cleer : une fantaisie corporate
  - Ian McDonald, Le Fleuve des dieux (en)

- 2012 : Justine Niogret, Mordre le bouclier (Chien du heaume, tome 2)
  - Col Buchanan, Farlander (en)
  - Sabrina Calvo, Elliot du Néant
  - Thomas Day, Du sel sous les paupières
  - Charles Stross, La Guerre des familles (Les Princes-Marchands (en), tome 4)

- 2013 : Jean-Marc Ligny, Exodes
  - Ayerdhal, Rainbow Warriors
  - Andrus Kivirähk, L'Homme qui savait la langue des serpents
  - Ian McDonald, La Maison des derviches

- 2014 : Dmitri Gloukhovski, Sumerki (ru)
  - Philippe Curval, Juste à temps
  - Thomas Day, Sept secondes pour devenir un aigle
  - Sylvie Lainé, L'Opéra de Shaya
  - Terry Pratchett et Stephen Baxter, La Longue Terre (en)

- 2015 : Michal Ajvaz, L'Autre Ville (cs)
  - Mike Carey, Celle qui a tous les dons (en)
  - Laurent Genefort, Lum'en
  - Raphaël Granier de Cassagnac, Thinking Eternity
  - Christopher Priest, L'Adjacent

- 2016 : Anna Starobinets, Le Vivant
  - Dominique Douay, La Fenêtre de Diane
  - Dmitri Gloukhovski, Futu.re (ru)
  - China Miéville, Légationville
  - François Rouiller, Sous la colline

- 2017 : Rui Zink (pt), L'Installation de la peur
  - Laurent Genefort, Ce qui relie (Spire, tome 1)
  - Ian McDonald, Nouvelle Lune (en) (Luna, tome 1)
  - China Miéville, Merfer
  - Jo Walton, Mes Vrais Enfants (en)

- 2018 : David Mitchell, L'Âme des horloges (en)
  - Andreas Eschbach, L'Or du diable (de)
  - Jaroslav Melnik, Espace lointain
  - Al Robertson, Station : la chute
  - Karin Tidbeck, Amatka (en)

- 2019 : Christian Léourier, Helstrid[3]
  - Jean Baret, Bonheur™ (Trilogie Trademark, tome 1)
  - Laurent Genefort, Colonies
  - China Miéville, Les Derniers Jours du Nouveau-Paris
  - Adrian Tchaikovsky, Dans la toile du temps

- 2020 : Tade Thompson, Rosewater (en)
  - Pierre Bordage, inKARMAtions
  - Alain Damasio, Les Furtifs
  - Olivier Paquet, Les Machines fantômes
  - Adrian Tchaikovsky, Chiens de guerre

- 2021 : Auriane Velten, After®[4]
  - Olivier Bruneau, Esther
  - Jean Krug, Le Chant des glaces
  - Camille Leboulanger, Ru
  - Émilie Querbalec, Quitter les monts d'automne

- 2022 : Floriane Soulas, Les Oubliés de l'Amas[5]
  - Les Aggloméré·e·s, Subtil Béton
  - Morgane Caussarieu, Vertèbres
  - Romain Lucazeau, La Nuit du faune
  - Michael Roch, Tè Mawon

- 2023 : Audrey Pleynet, Rossignol[6]
  - Elisa Beiram, Le Premier Jour de paix
  - Claire Garand, Paideia
  - Pierre Raufast, La Tragédie de l'orque
  - Alastair Reynolds, Éversion

- 2024 : Marge Nantel, Code Ardant
  - Louise Carey, Aux ordres
  - Claire North, Sweet Harmony
  - Olivier Paquet, L'Ost céleste
  - Alastair Reynolds, La Maison des Soleils

### Roman pour la jeunesse
- 2011 : Jean-Claude Mourlevat, Terrienne
  - Claire Gratias, Le Protocole de Nod (Le Signe de K1, tome 1)
  - Hélène Vignal, La Fille sur la rive

- 2012 : Moira Young (en), Saba, ange de la mort (en)
  - Rupert Kingfisher, Madame Pamplemousse et ses fabuleux délices
  - Christophe Mauri, Le Premier Défi de Mathieu Hidalf (Mathieu Hidalf, tome 1)
  - Tim Willocks, Doglands
  - Jo Witek, Peur express

- 2013 : Yves Grevet, Ici-bas
  - Emanuel Dadoun, Microphobie
  - Johan Harstad, 172 heures sur la Lune
  - Florence Hinckel, Théa pour l'éternité
  - Danielle Martinigol, Cantoria
  - Alexander Gordon Smith (en), Enfermé (La Fournaise (en), tome 1)

- 2014 : Jeanne-A Debats, Pixel noir
  - Camille Brissot, Dresseur de fantômes
  - Maëlle Fierpied, Bazmaru et la Fille du vent
  - Johan Heliot, Les Substituts
  - Jan Henrik Nielsen (no), Automne
  - Carina Rozenfeld, La Symphonie des abysses (tome 1)

- 2015 : Matt Haig, Humains
  - Johan Heliot, Ciel 1.0 : L'Hiver des machines (Ciel, tome 1)
  - Keto von Waberer (de), Mingus
  - Kinga Wyrzykowska, Mémor : le monde d'après

- 2016 : Patrice Favaro, Empreinte digitale
  - Maxime Fleury, La Source
  - Johan Heliot, Les Sous-vivants
  - Jesper Wung-Sung (da), Les Copies

- 2017 : Taï-Marc Le Thanh, Celui qui est resté debout
  - Philippe Arnaud, Jungle Park
  - Nadia Coste, L'Effet Ricochet
  - David Moitet, New Earth Project
  - Jean-Baptiste de Panafieu, L'Éveil : Stade 1

- 2018 : Vic James, Esclaves
  - Virginia Bergin (en), The Rain
  - Erik L'Homme, Nouvelle Sparte
  - Éric Senabre, Star Trip
  - Aurélie Wellenstein, La Mort du temps

- 2019 : Maiwenn Alix, Déconnexion[3]
  - Jean-Noël Blanc, Jeanne Benameur, Patrice Favaro, Gudule, Johan Heliot, Colin Thibert, Rêves scientifiques : 8 nouvelles de science-fiction
  - Alice Broadway, Marqués
  - Célia Flaux, Le Cirque interdit
  - Jacques Martel, La Voie Verne

- 2020 : Marie Pavlenko, Et le désert disparaîtra
  - Amalia Anastasio, Boxap 13-07
  - Antonio Da Silva, Sortie 32.b
  - Jérôme Leroy, Le Grand Effondrement (Lou, après tout, tome 1)
  - Nicky Singer, Survival Game

- 2021 : H. Lenoir, Félicratie[4]
  - Alexis Brocas, La Honte de la galaxie
  - Camille Brunel, Après nous, les animaux
  - Michel Bussi, La Chute du soleil de fer (N.É.O., tome 1)
  - Séverine Vidal, L'Été des Perséides

- 2022 : Daniel Mat, Le Troisième Exode[5]
  - Kamel Benaouda, LX18
  - Yves Grevet, Sable bleu
  - Johan Heliot, Le Jardin des chimères
  - Vincent Villeminot, L'Île

- 2023 : Maiwenn Alix, Marie #3 (Clones de la nation, tome 1)
  - Florence Hinckel, L'Aube est bleue sur mars
  - Ariel Holzl, Pax Automata
  - Manon Steffan Ros, Le Livre bleu de Nebo
  - Jonathan Stroud, Récit de leurs incroyables exploits et crimes (Scarlett & Browne, tome 1)

- 2024 : Nicolas Michel, Oxcean
  - Alexis Brocas, Astréa
  - Antonio Da Silva, Sol
  - H. Lenoir, Battlestar Botanica
  - Adrien Tomas, Regne Animal